# Valentina Pertegarini
Valentina Pertegarini (Córdoba, 10 de enero de 1992) es una piloto y navegante de rallies argentina, actual campeona del Campeonato Mundial de Rally Raid como copiloto en la categoría challenger. 

## Carrera deportiva
Comenzó compitiendo en rally raid como copiloto y navegante de Nicolás Cavigliasso. Compitiendo en el Rally de Chamical en La Rioja en la categoría UTV. 
En 2023 tuvo su primer participación en el Rally Dakar, en la categoría SSV, logrando la posición número 25. 
En 2024 junto a Nicolás Cavigliasso cambiaron de categoría a T3 a bordo de un Taurus T3 Max, compitieron en el Campeonato Mundial de Rally Raid, con un segundo lugar en Desafío Ruta 40 y un tercer lugar en Rally de Portugal, logrando consagrarse campeona con un puntaje de 187 puntos, siendo la primera mujer de la competición en ser reconocida por la FIA, en esta ocasión como mejor copiloto de T3. 
En 2025, se consagró campeón del Rally Dakar en la categoría Challenger, con tres etapas ganadas y una distancia de 1 hora, 11 minutos y 38 segundos por encima del equipo de Gonçalo Guerreiro.

## Vida privada
Valentina esta casada con Nicolás Cavigliasso, actual piloto de rallies.

## Resultados

### Campeonato Mundial de Rally Raid (FIA)
| Año  | Categoría                 | Vehículo | Posición | Puntaje | Victorias |
| ---- | ------------------------- | -------- | -------- | ------- | --------- |
| 2023 | T3 / Challenger copliloto | Taurus   | 17.º     | 13      | -         |
| 2024 | T3 / Challenger copliloto | Taurus   | 1.º      | 187     | -         |

### Rally Dakar (copiloto)
| Año     | Categoría  | Piloto              | Vehículo | Posición | Etapas |
| ------- | ---------- | ------------------- | -------- | -------- | ------ |
| 2023    | SSVs       | Nicolás Cavigliasso | Can-Am   | 25.º     | -      |
| 2024    | Challenger | Nicolás Cavigliasso | Taurus   | 9.º      | 2      |
| 2025    | Challenger | Nicolás Cavigliasso | Taurus   | 1.º      | 3      |
| Fuente: |            |                     |          |          |        |